# Saponé
Saponé ist sowohl eine Gemeinde (französisch commune rurale) als auch ein dasselbe Gebiet umfassendes Departement im westafrikanischen Staat Burkina Faso, in der Region Centre-Sud und der Provinz Bazèga. Die Gemeinde hat in 37 Dörfern und sechs Sektoren des Hauptortes 38.958 Einwohner.
Der Förderkreis Burkina Faso Rheinstetten e.V. unterstützt durch ein Patenschaftsprojekt die Menschen sowie Schülerinnen und Schüler in Saponé Marché.